# Abdoulaye Mbaye
Abdoulaye Mbaye (Dakar, Senegal, 13 de noviembre de 1973) es un exfutbolista de Senegal que jugaba en la posición de delantero.

## Carrera

### Club
| Periodo   | Club                     |
| --------- | ------------------------ |
| 1995      | ASC Diaraf               |
| 1996-1997 | Stade Marocain           |
| 1997-1998 | Wydad Fez                |
| 1998      | WAC Casablanca           |
| 1999-2000 | Club Africain            |
| 2000-2001 | Tromsø IL                |
| 2002      | Shanghai Zhongyuan Huili |
| 2003      | Vålerenga Fotball        |
| 2004      | IK Start                 |
| 2005      | Aalesunds FK             |

### Selección nacional
Jugó para Senegal en cuatro ocasiones de 1998 a 2000 y anotó dos goles, uno de esos goles fue en el empate 2-2 ante Zambia en la Copa Africana de Naciones 2000.

## Logros
- Liga senegalesa de fútbol (1): 1995
- Copa senegalesa de fútbol (1): 1995
- Copa de Túnez (1): 1999/2000